# Maciej Narożny
Maciej Narożny (ur. 1967) – poznański dziennikarz, prezenter radiowy i recenzent filmowy.

## Życiorys
Jest absolwentem filologii polskiej Uniwersytetu im. Adama Mickiewicza w Poznaniu. Karierę spikera radiowego rozpoczął w Radiu Merkury Poznań, gdzie przygotowywał recenzje filmowe. Nie zatrudniono go z uwagi na, w ocenie ówczesnego szefa programowego, niedostateczne warunki głosowe. W 1991 trafił do powstającego właśnie Radia S Poznań i po castingu uzyskał stałe zatrudnienie. Prowadził pasma poranne i popołudniowe, zyskując opinię „najbardziej rozpoznawalnego głosu w Poznaniu”.
Narożny pracował w radio również po przejęciu radia przez Zjednoczone Przedsiębiorstwa Rozrywkowe i przemianowaniu go na Radio Eska. 10 lutego 2022 roku został zwolniony w związku z rezygnacją z pasm lokalnych przez właściciela radia. 2 czerwca 2022 rozpoczął pracę w stacji MC Radio, programie miejskim Radia Poznań.

## Życie prywatne
Mieszka w Poznaniu, żonaty, jest ojcem dwóch córek.